# Conistra pallidior
Conistra pallidior là một loài bướm đêm trong họ Noctuidae.